# Lüneburger Kalkberg
Der Kalkberg ist ein Gipshut im Lüneburger Stadtteil Weststadt. Er wird als naturräumliche Singularität des Lüneburger Beckens eingestuft und somit als inselartiger eigener Naturraum.

## Geschichte
Hermann Billung baute in der Mitte des 10. Jahrhunderts auf dem Kalkberg eine Burg, welche bis Februar 1371 bestand. Von ihr aus wurde das Fürstentum Lüneburg-Braunschweig regiert. Im Rahmen des Lüneburger Erbfolgekriegs wurde die landesherrliche Hliuniburg auf dem Kalkberg ebenso geschleift wie das nahe Benediktinerkloster St. Michael, letzteres wurde daraufhin in der Stadt neu errichtet.

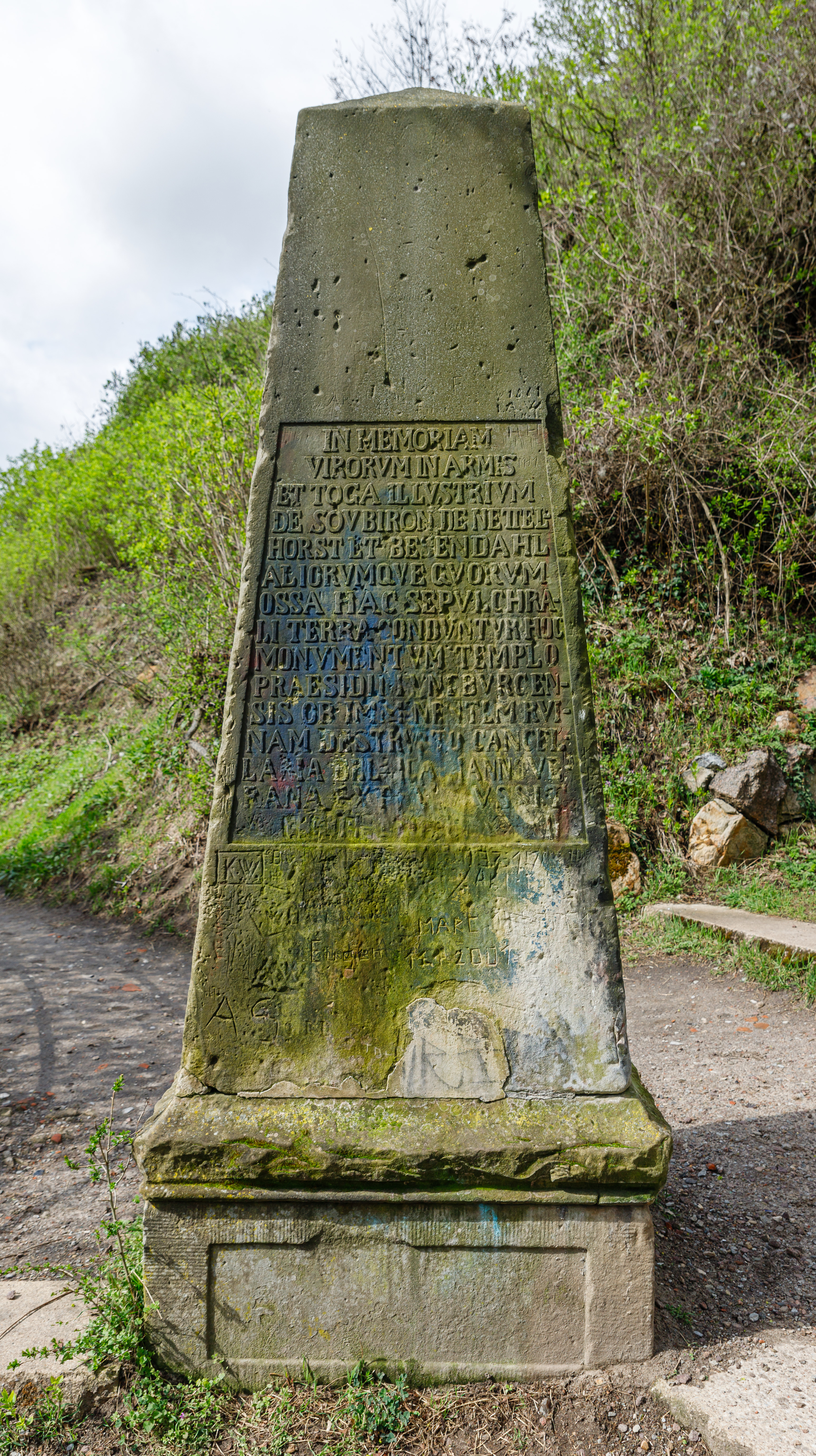
Obelisk zur Erinnerung an die Garnisonskirche

Der Obelisk auf halber Höhe erinnert an die Garnisonskirche, die 1663 für die herzoglichen Truppen auf dem Kalkberg errichtet und wegen Baufälligkeit 1783 abgerissen wurde. Wie eine alte Aufnahme belegt, war der Obelisk ursprünglich nach Abbruch der Kirche an deren ehemaligem Standort aufgestellt worden, um der in der Kirche beigesetzten Soldaten zu gedenken. Diesem Zweck ist auch die Inschrift gewidmet. Von dort wurde der Stein in den 1880er-Jahren an seinen heutigen Standort versetzt.

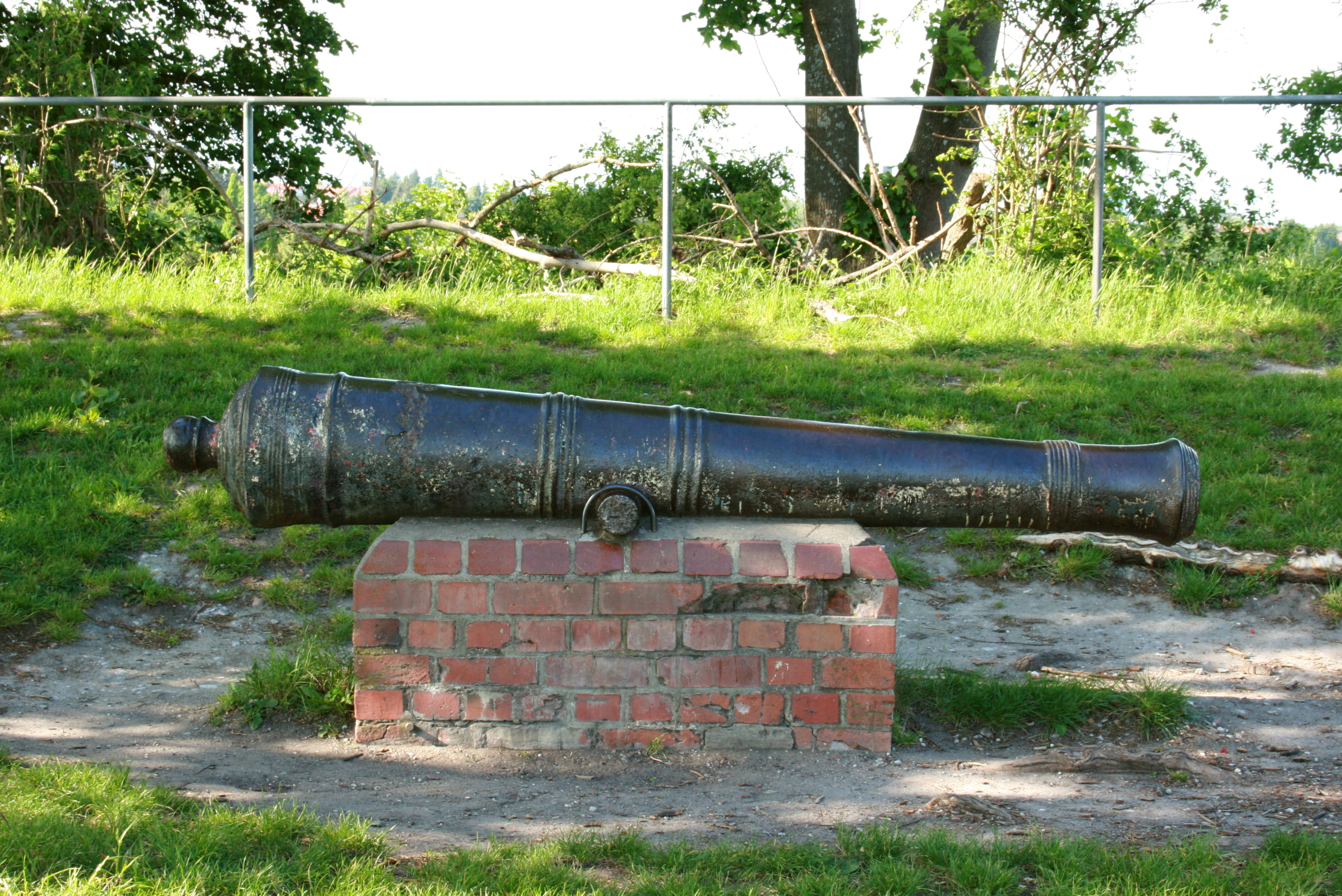
Die Alarmkanone warnte bei Häftlings-Ausbruch

Am Fuße des Kalkberges befand sich ein Gefängnis für Schwerverbrecher. Im 19. Jahrhundert wurden an derselben Stelle die Gebäude der Kettenstrafanstalt Lüneburg errichtet. Deren Häftlinge waren zur Zwangsarbeit verurteilt, einige mussten Außenarbeit verrichten und im Gebiet des Kalkbergs Gips abbauen. Auf dem Berg befindet sich bis heute eine zweieinhalb Meter lange Alarmkanone, welche 1829 aus Hamburg-Harburg beschafft wurde. War einer der Häftlinge entflohen, wurde damit Alarm geschossen, um die Lüneburger Bürger zu warnen.

## Naturschutzgebiet
Der Lüneburger Baurat Eduard Schlöbcke setzte durch, dass der Rest des Kalkbergs 1932 eines der ersten Naturschutzgebiete Deutschlands wurde. Der ehemalige Steinbruch ist noch an schroffen Steilwänden erkennbar. Am Grund des Kalkbergs existiert ein kleines Feuchtbiotop mit Schilfflächen und Sumpfzonen. Die Felswände weisen nur eine sehr spärliche Vegetation mit Pflanzen der Trockenrasengesellschaften auf. Auf einer Fläche von 3,6 Hektar siedelten sich 180 Arten von Blütenpflanzen an, darunter einige wärme-, licht- und kalkliebende Arten, die sonst nur im südlichen Mitteleuropa beheimatet sind. Einige kleinere Höhlen werden von Fledermäusen bewohnt. Ansonsten ist der Kalkberg von relativ wenigen Tierarten bewohnt. Am Fuße des Kalkbergs befindet sich der Schlöbcke-Brunnen.

## Geologie
Der Lüneburger Kalkberg besteht aus Gips (Calciumsulfat) und ging aus Sedimenten hervor, die vor etwa 250 Millionen Jahren vom Zechsteinmeer hier abgelagert wurden. Kleinere Störungen in jüngeren erdgeschichtlichen Epochen ließen die leichteren Zechsteinsalze zusammenfließen und aus großer Tiefe in das jüngere Deckgebirge und damit in die Nähe der heutigen Tagesoberfläche aufsteigen. Dabei wurden die an die aufsteigenden Salzmassen grenzenden jüngeren geologischen Schichten verformt, zerbrochen und aufgerichtet. Auch die zunächst horizontal abgelagerten Schichten des Salzes sind bei ihrem Aufstieg steil gestellt und verfaltet worden. Durch das Grundwasser ausgelaugt, blieben oberflächennah nur die schwerer löslichen Bestandteile zurück, insbesondere Karbonate und Sulfate. Mitunter überragen deren Vorkommen, wie hier, örtlich die Tagesoberfläche.
Der Kalkberg hat noch eine Höhe von 56,3 m über NN, ursprünglich waren es etwa 80 m.
Der überwiegende Teil des Kalkbergs wurde über Jahrhunderte hinweg abgebaut, um den Gips als Baustoff zu verwenden. Durch die Erschöpfung der Lagerstätte und den zunehmenden Anhydritgehalt des Gipses ist der Abbau 1923 eingestellt worden. Von besonderem geologischem Interesse ist das Vorkommen von Boracit und Lüneburgit. Daneben findet man Anhydrit, Calcit, Gips, Halit, Hämatit, Hydroglauberit, Jarosit, Kalistronit, Lepidokrokit, Pyrit, Quarz, Sylvin, Syngenit und Thenardit.
Einen Kalkberg gibt es auch in Bad Segeberg, siehe Segeberger Kalkberg.